# Freak Show (película)
Freak Show es una película estadounidense de comedia dramática de 2017 dirigida por Trudie Styler y escrita por Patrick J. Clifton y Beth Rigazio, basada en la novela homónima de James St. James. La película es protagonizada por Alex Lawther, Abigail Breslin, AnnaSophia Robb, Ian Nelson, Celia Weston, Laverne Cox y Bette Midler.
La película se estrenó en el Festival Internacional de Cine de Berlín el 13 de febrero de 2017. Fue estrenada el 12 de enero de 2018, por IFC Films.

## Reparto
- Alex Lawther como Billy Bloom.[3]
  - Eddie Schweighardt como Billy Bloom joven.
- Abigail Breslin como Lynette.[4][5]
- Bette Midler como Muv, la madre de Billy.[6]
- Larry Pine como el padre de Billy.[4]
- AnnaSophia Robb como Blah Blah Blah.[6]
- Ian Nelson como Flip, amigo de Billy.[6]
- Lorraine Toussaint como Flossie, la niñera de Billy.[6]
- Laverne Cox como Felicia, una reportera.[4]
- Willa Fitzgerald as Tiffany.[4]
- Celia Weston como Florence.
- Walden Hudson como Bib Oberman.

## Producción
El 2 de octubre de 2015, se anunció que Trudie Styler haría su debut como directora con la película LGBT Freak Show, basada en la novela homónima de James St. James. Patrick J. Clifton y Beth Rigazio adaptaron la novela, mientras que los productores serían Celine Rattray, Charlotte Ubben, y Styler a través de Maven Pictures junto a Flower Films de Drew Barrymore y Nancy Juvonen y Jeffrey Coulter y Bryan Rabin.
La fotografía principal comenzó el 27 de octubre de 2015 en Nueva York. Dan Romer compuso la banda sonora de la película.

## Estreno
La película se estrenó en el Festival Internacional de Cine de Berlín el 13 de febrero de 2017. Poco tiempo después, IFC Films adquirió los derechos de distribución de la película en Estados Unidos. Fue estrenada el 12 de enero de 2018.